# حملة أطلقوا سراح ال20

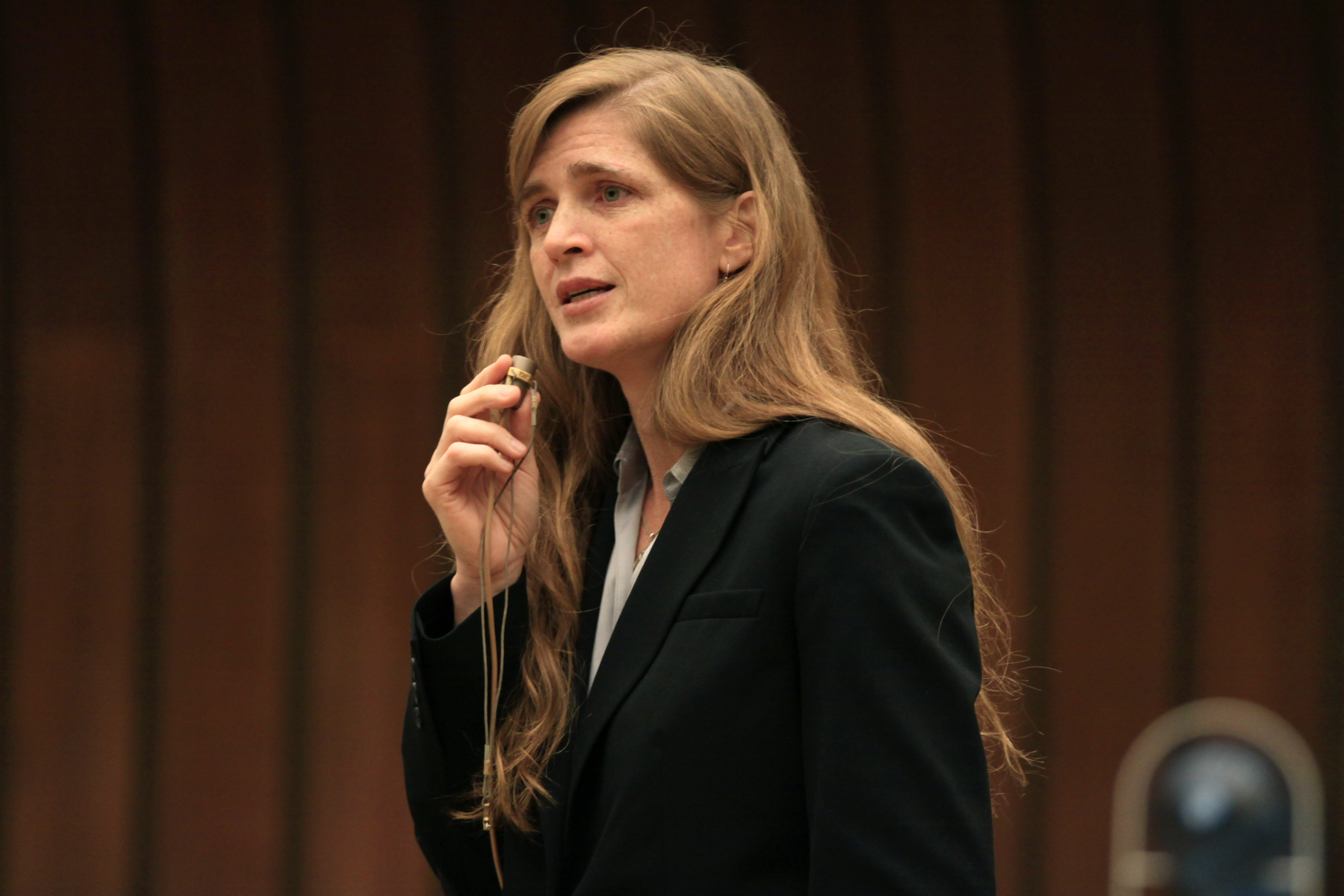

أطلقوا سراح ال20 (بالإنجليزية: FreeThe20 campaign)‏ هي حملة قادتها السفيرة الأمريكية لدى الأمم المتحدة سامانثا باور للإفراج عن 20 سجينة سياسية في العالم في دول عدة بينها الصين وإيران وسوريا وبورما وإثيوبيا، أخذت سامانثا على عاتقها مهمة الحديث أمام الصحافيين في مبنى وزارة الخارجية في واشنطن عن حملة فري ذي 20 أو أطلقوا سراح الـ20 امرأة المُعتقلات ظلمًا والمحرومات من حريتهن.
أوضحت باور أن إطلاق هذه الحملة يتزامن مع الذكرى السنوية العشرين لإعلان بكين بشأن حقوق المرأة والذي وقعته 189 دولة في 1995 بحضور هيلاري كلينتون، التي كانت يومها السيدة الأمريكية الأولى، والتي قالت حينها عبارتها الشهيرة «حقوق الانسان هي حقوق النساء وحقوق النساء هي حقوق الانسان».
دعت باور الصحافيين والناشطين إلى نشر معلومات عن المُعتقلات العشرين، مُوضحةً أنها ستقوم حتى السابع والعشرين من سبتمبر 2015 بالحديث عن واحدة من الناشطات المسجونات كل يوم ليس بسبب الظلم، بل لانهن يُمثلن إحدى وجوه المُشكلة. وقالت السفيرة الأمريكية مُخاطبة الدول المعنية: «اطلقوا سراح هؤلاء النسوة العشرين واطلقوا سراح النساء والشابات اللواتي لا تُحصى أعدادهن والقابعات مثلهن خلف القضبان، لأن هؤلاء النسوة العشرين لا يُمثلن إلا جزءًا بسيطًا جدًا من جميع اللواتي هن حاليًا مسجونات ظلمًا. وأضافت أن الدول التي تحتجز هؤلاء السجينات السياسيات العشرين ليست بدورها سوى جزء من الحكومات في العالم التي تعتقل نساء بسبب مُمارستهن حرياتهن الأساسية».

## الأسماء
- ماريا لورديس أفيوني.
- رشا شربجي.
- فوي فوي أونج.
- ليلى يونس.
- ناديجدا سافتشينكو.
- سناء سيف.
- بهاره هدايت.
- بلين مسفين.
- خديجة اسماعيلوفا.
- Tạ Phong Tần.
- بلين مسفين.
- Bui Thi Minh Hang.
- Aster Yohannes.
- Matlyuba Kamilova.
- جاو يو.
- ليو شيا.
- وانغ يو.
- Naw Ohn Hla.